# Графиня (фильм, 2009)
«Графиня» (англ. The Countess) — биографическая драма 2009 года режиссёра Жюли Дельпи.

## Сюжет
XVII век. После смерти мужа графиня Елизавета Батори становится владелицей большого родового поместья и солидного состояния. Будучи одной из самых влиятельных и могущественных женщин в Венгрии, она одновременно вызывает у окружающих восхищение, страх и ненависть. Однажды она влюбляется в соблазнительно молодого человека Иштвана Турзо, который значительно моложе её (ему всего лишь 21, в то время как самой Батори уже 39 и по меркам того времени она почти что старуха), они проводят вместе ночь и искренне влюбляются друг в друга. Их отношения не по душе старшему Турзо, который заставляет сына жениться на другой и уехать. Влюбленные обещают писать друг другу письма каждую неделю, но письма быстро прекращают приходить. Желающие завладеть состоянием Батори граф Визакна и старший Турзо плетут вокруг неё интриги. Они прячут письма Иштвана, которые тот присылает на имя Батори, а после и вовсе подделывают письмо, в котором Иштван якобы променивает её на другую, моложе и красивее. Елизавета впадает в безумство, ничего не ест и вызывает беспокойство у своих домашних. Когда одна из служанок неосторожно расчесывает её волосы, Елизавета в бешенстве ранит её, из-за чего кровь девушки попадает ей на лицо: в зеркале Батори видит свое отражение с исчезающими морщинами, не то от игры света, не то от её собственного самовнушения. Теперь она полагает, что кровь молодых девственниц способна вернуть ей молодость и красоту. Когда служанка умирает от потери крови, графиня принимается за убийство следующей девушки. Услужливые слуги (а после и граф Визакна) подпитывают её уверенность в том, что кровь действительно помогает: только ближайшая подруга графини Анна старается убедить её в ошибочности её поступков и том, что кровь дает всего лишь запах смерти, а не обладает никакими омолаживающими свойствами. Елизавета ссорится с Анной, сначала изгоняя её из своего замка, а после отказываясь попрощаться с ней на смертном одре, и Анна оставляет ей записку, где просит не доверять чужим и клянется в вечной своей любви.
Убийства не проходят незамеченными: сначала неладное заподозривает местный священник, которого всячески убеждают в произошедших несчастных случаях. Ему говорят, что первая девушка умерла из-за заражения крови после пореза, а вторая неудачно упала с лестницы. После интереса к делам Батори девушек прекращают отпевать в церкви, вместо этого бросая обескровленные тела в лесу на съедение волкам. Кроме служанок погибают и девушки благородной крови - так, от руки Батори умирает случайно попавшая к ней в плен аристократка, та самая, о которой якобы писал Иштван в своем единственном письме. Слухи о кровожадности Батори расширяются, граф Визакна входит в доверие к графине, имея тайной целью добыть доказательства её безумия. Когда ему это удается (граф похищает один из дневников Батори, куда она записывала все имена и даты убийств девушек), предоставляют доказательства изуверств Батори королю. Король, будучи в огромном долгу перед семейством Батори из-за постоянно ведущихся войн с турками, охотно принимает версию, что графиня на самом деле пьющая кровь ведьма, и в таком случае все её состояние перейдет к королевской короне.
К Елизавете отправляется лично Иштван. Он не виделся с графиней пять лет. Его жена умерла при родах, умер и ребёнок. Он ощущает себя виноватым за все произошедшее: когда он говорит с графиней и они узнают, что не получали письма друг друга, он корит себя что согласился на приказ отца о женитьбе, а не сбежал - и косвенно стал причиной чужого безумия. Иштван проводит ночь с Батори, после чего его спутники упрекают его, что он продолжает видеть в ней женщину, и что ему необходимо найти доказательства, а не делить с ней постель. Обыскав замок, они находят пыточную машину инквизиции, призванную удалять из тела кровь для облегчения сожжения ведьм. Теперь судьба Батори решена, улики против неё неоспоримы, а её пособники под пытками дают признательные показания.
Сообщников Батори казнят, в то время как она до последнего не признает, что в чём-то виновна, предрекая, что её история станет кровавой легендой, которую сочинили прислужники короля, опасаясь сильной независимой женщины. Её обвиняют в колдовстве и пособничестве дьяволу. Турзо смог походатайствовать о её приговоре: вместо сожжения заживо Батори замуровывают в комнате без мебели и зеркал (наказывая её за любование собой), закладывают кирпичами окно, лишая её солнечного света, оставляя лишь отверстие над полом для передачи еды. В закрытой комнате после молитвы она совершает самоубийство, перегрызая себе вены на запястьях. Закадровым голосом Иштван сожалеет, что история Батори завершилась таким образом, и говорит, что несмотря на кровавую легенду, которую неизбежно создадут, Елизавета Батори всегда будет для него, прежде всего, любимой женщиной, и что он верит в историю их любви.

## В ролях
- Жюли Дельпи — графиня Елизавета Батори
- Даниэль Брюль — Иштван Турзо
- Уильям Хёрт — Дьёрдь Турзо
- Анамария Маринка — Анна Дарвулия
- Себастьян Бломберг — граф Доминик Визакна
- Адриана Альтарас — тётя Клара Батори
- Джесси Инман — король Матьяш (император Маттиас)
- Чарли Хюбнер — Ференц Надашди
- Энди Гатьен — Миклош
- Фредерик Лау — Янош
- Мария Зимон